# Вибори до Європейського парламенту 2014
| 22 травня 23 травня | 24 травня 25 травня |

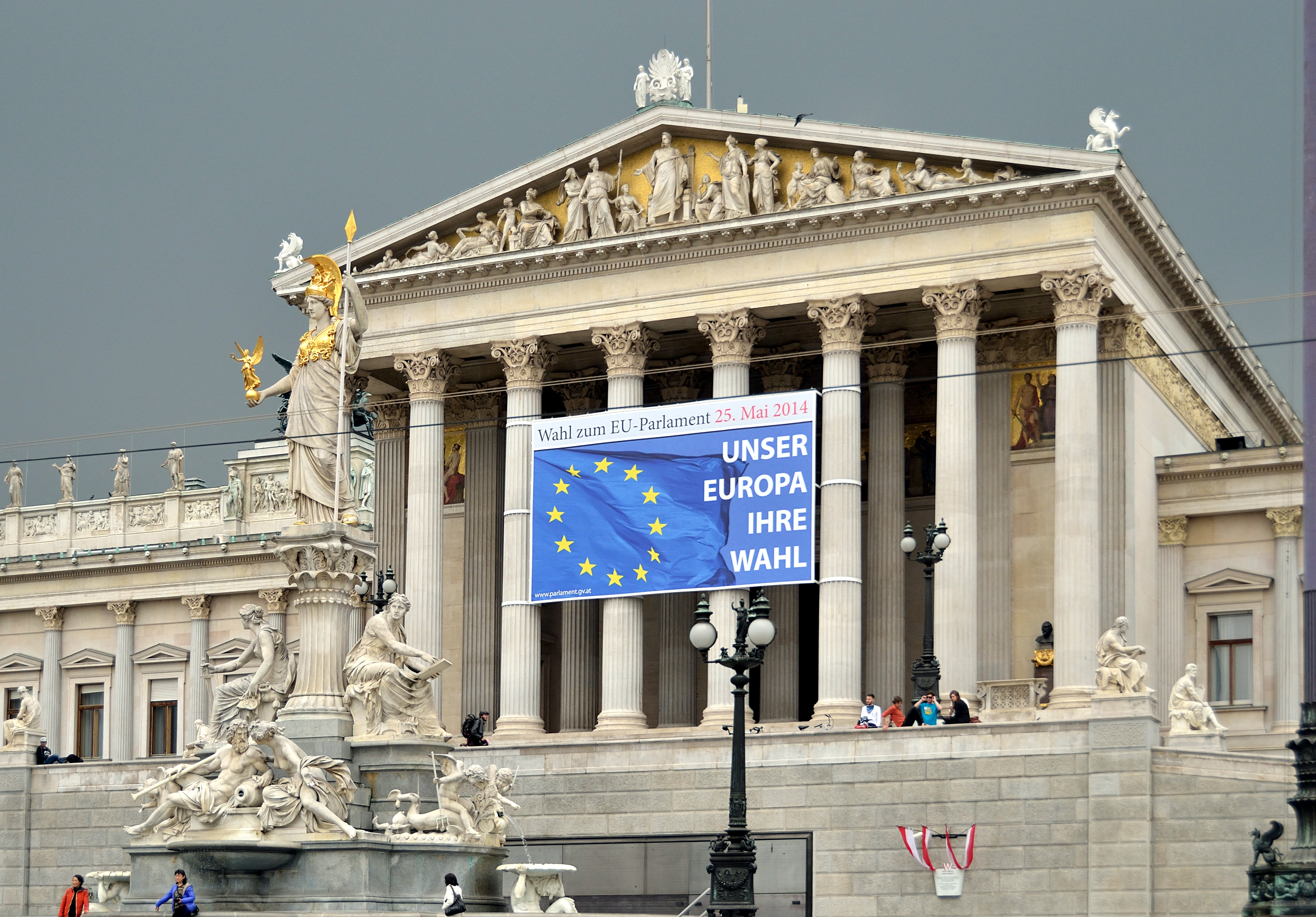
Плакат на Будівлі Австрійського парламенту із закликом до громадян взяти участь у виборах 25 травня

Дні голосування за країнами:
22 травня
23 травня
24 травня
25 травня

Вибори до Європейського парламенту 2014 — восьмі за рахунком вибори депутатів до Європейського парламенту, що відбулися в країнах Європейського Союзу з 22 до 25 травня 2014 року.

## Історія
Важлива новація цих виборів — той факт, що вперше висуваються кандидати на посаду президента Єврокомісії. Серед них були Жан-Клод Юнкер від Європейської народної партії, Мартін Шульц від Партії європейських соціалістів, Гі Вергофстадт від Альянсу лібералів і демократів за Європу, Ска Келлер і Жозе Бове спільно від Європейської партії зелених та Алексіс Ципрас від Партії європейських лівих.

## Терміни проведення
Вибори відбулися в усіх 28 країнах ЄС. Першими голосували громадяни Нідерландів та Великої Британії — 22 травня. Наступного дня голосували жителі Ірландії. 24 травня вибори відбувалися у Латвії, Мальті, Словаччини та на Французьких заморських територіях. У Чехії вони проходили два дні протягом 23-24 травня. У решті країн, серед яких Австрія, Бельгія, Болгарія, Хорватія, Кіпр, Данія, Естонія, Фінляндія, Франція, Німеччина, Греція (детал.), Угорщина, Італія, Литва, Люксембург, Польща, Португалія, Румунія, Швеція, Словаччина та Іспанія, голосування відбулися в неділю, 25 травня.

## Результати
За результатами виборів головною новиною стала зростання популярності так званих «євроскептиків», попри те проєвропейські сили в парламенті зберегли більшість. Дві найбільші проєвропейські партії Європейська народна партія та Прогресивний альянс соціалістів і демократів отримали відповідно 214 та 189 місць з 751 у Європарламенті. Решту партій отримали такі результати: Альянс лібералів і демократів за Європу — 66 місць; Зелені — Європейський вільний альянс — 52; Європейські консерватори та реформісти — 46; Європейські об'єднані ліві — Ліво-зелені Півночі — 42; Європа свободи та демократії — 38; незалежні депутати — 104.
Щодо посади президента Єврокомісії питання залишалось відкритим. За результатами переговорів між двома найбільшими партіями ними могли стати Жан-Клод Юнкер або Мартін Шульц. Лідери країн ЄС висунули кандидатуру Юнкера як нового президента Єврокомісії. Європарламент проголосував за його призначення.
Явка серед 400 мільйонів потенційних виборців у Євросоюзі була трохи більшою, аніж на минулих виборах, і складала близько 43,1 відсотка в середньому по ЄС. Найнижчу явку — лише 13 відсотків — зафіксували в Словаччині.

## Національні етапи голосування
Попри прогнозоване зростання популярності ультраправих партій, популістів та євроскептиків на цих виборах, для деяких країн ЄС результати голосування перевершили прогнози. Так, у Франції правопопулістська партія Національний фронт, лідером якої була Марін Ле Пен, залишила позаду провідну партію соціалістичного президента країни Франсуа Олланда. До Європейського парламенту Ле Пен надішле понад 25 депутатів. На виборах у Великій Британії перемогу здобула правопопулістська Партія незалежності Сполученого Королівства. У Данії, Ірландії, Болгарії та Греції виборці також не підтримали керівних у цих країнах партій. У Греції за результатами голосування найбільше голосів отримала ліворадикальна партія СІРІЗА. Хороші показники неонацистської партії «Золотий світанок» у Греції та ксенофобської «Йоббік» в Угорщині.
Однак під час цих виборів у деяких країнах Євросоюзу проявилася і протилежна тенденція. У Німеччині, Австрії, Італії, Нідерландах, Румунії, Польщі та інших країнах національні партії влади загалом здобули перемогу. А в охопленому кризою Кіпрі перемогла відверто проєвропейська партія, котра підтримує запровадження болючих заходів економії.